# Dina Abdul-Hamid
Sharifa Dina bint Abdul-Hamid (em árabe: دينا بنت عبد الحميد) (também conhecida como Princesa Dina da Jordânia; Cairo, 15 de dezembro de 1929 – Amã, 21 de agosto de 2019) foi uma princesa hachemita e rainha da Jordânia de 1955 a 1957 como a primeira esposa do rei Hussein. Ela se formou na Universidade de Cambridge e foi professora de literatura inglesa na Universidade do Cairo.

## Biografia
A princesa Dina nasceu no Cairo, Egito, em 15 de dezembro de 1929, filha do Sharif Abdul-Hamid bin Mohammad Abdul-Aziz Al-Aun (1898–1955) e sua esposa, Fahria Brav (falecida em 1982). Como membro da Casa de Hashim, ela tinha o direito de usar o título honorífico Sharifa de Meca como uma descendente agnática de Hasan ibn Ali. Era prima em terceiro grau de seu sogro, o Rei Talal.
A linhagem de Dina, como a do Rei Hussein, pode ser rastreada até o profeta Maomé. Através de sua mãe, Dina estava ligada à elite circassiana do Egito. Seu pai e tios reivindicaram um waqf que consistia em quase 2.000 feddans .
Como muitos filhos da aristocracia árabe, Dina foi enviada para um colégio interno na Inglaterra. Em seguida, formou-se em literatura inglesa pelo Girton College, da Universidade de Cambridge, e tinha um diploma de pós-graduação em ciências sociais pelo Bedford College, em Londres. 
Depois de voltar para casa, ela começou a ensinar literatura e filosofia inglesa na Universidade do Cairo, enquanto residia no subúrbio afluente de Maadi com seus pais. Quando jovem, Dina era considerada altamente educada, sofisticada e emancipada, bem como bonita e querida por seu séquito e seus amigos .

## Rainha da Jordânia

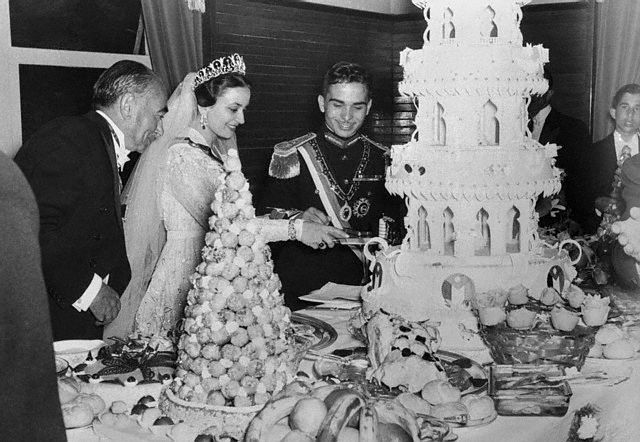
Rei Hussein e Rainha Dina no dia do casamento, 18 de abril de 1955.

Sharifa Dina conheceu o Rei Hussein em Londres, onde ambos estavam estudando, na casa de um parente do Iraque, em 1952. O rei estava na escola de Harrow enquanto ela estava no Girton College, em Cambridge. O rei a visitou em Maadi depois disso. Ela fez o bacharelado com honras e foi professora de literatura inglesa na Universidade do Cairo antes de seu casamento. 
Em 1954, dois anos após a ascensão de seu filho ao trono, a rainha Zein, que exerceu uma influência significativa no início de seu reinado, anunciou o noivado do rei e de Dina. A partida foi considerada perfeita, já que Dina era uma princesa Hashemite, e educada com a melhor educação que o Ocidente tinha a oferecer. O sindicato também foi fortemente favorecido por Gamal Abdel Nasser, o futuro presidente do Egito. Eles se casaram em 18 de abril de 1955. A noiva tinha 26 anos e o noivo tinha 19 anos .
Após o casamento, ela se tornou rainha da Jordânia. Segundo a autora Isis Fahmy, que entrevistou Dina na presença de seu marido no dia do casamento, Hussein determinadamente disse que ela não teria nenhum papel político. Fahmy observou que Hussein pretendia exercer autoridade sobre Dina, que era ela mesma uma personalidade forte, e que sua mãe a via como uma ameaça ao seu próprio status.
Logo ficou claro que o rei e a rainha tinham pouco em comum. Em 13 de fevereiro de 1956, ela deu à luz o primeiro filho do rei, a princesa Alia, mas a chegada de uma criança não ajudou o casamento real.

## Princesa da Jordânia
Em 1956, enquanto a rainha estava de férias no Egito, o rei Hussein informou-a sobre sua intenção de se separar. Hussein provavelmente o fez por sugestão de sua mãe, a rainha Zein, com quem Dina estava em condições ruins. O casal se divorciou em 24 de junho de 1957, durante um período de tensão entre a Jordânia e o Egito, quando ela ficou conhecida como a Princesa Dina Abdul-Hamid da Jordânia. A ex-rainha não teve permissão para ver a filha Alisa por algum tempo após o divórcio. 
Em 7 de outubro de 1970, a Princesa Dina se casou com o tenente-coronel Asad Sulayman Abd al-Qadir (nascido em 27 de outubro de 1942 em Belém), aliás Salah Ta'amari, um guerrilheiro palestino que se tornou um oficial de alta patente na Organização de Libertação da Palestina. Ele foi preso pelos israelenses em 1982 . Um ano depois, a princesa Dina negociou uma das maiores bolsas de prisioneiros da história - libertando seu marido e outros 8.000 prisioneiros.

## Morte
Dina faleceu em 21 de agosto de 2019, aos 89 anos de idade, em Amã, tendo seu funeral sido assistido pelo Rei Abdullah da Jordânia e seu filho, o Príncipe Herdeiro Hussein, além de outros membros da Família Real.  
Seu corpo foi sepultado no Cemitério Real do Palácio de Raghadan. 

## Honras

### Papéis e posições internacionais
- Presidente Honorário da Associação das Mulheres Muçulmanas do Reino Unido.

### Condecorações
- Grande Cordão da Ordem Suprema do Renascimento, classe especial (Reino da Jordânia, 19 de abril de 1955).
- Dama da Grande Cruz da Ordem do Mérito Civil (Espanha, 3 de junho de 1955).[8]